# Ostbevern
Ostbevern là một đô thị ở huyện Warendorf, trong Nordrhein-Westfalen, Đức.

## Geography
Ostbevern tọa lạc bên bờ sông Bever, khoảng 18 km north-east of Münster and 18 km về phía tây bắc của Warendorf.

## Các đô thị giáp ranh
Ostbevern giáp Ladbergen, Lienen, Glandorf (ở Lower Saxony), Warendorf, Telgte và Greven.